# Bahnstrecke Paris–Lille
| Bahnhof Breteuil-Embranchement |                      |                                                 |                                                 |
| Verlauf der Bahnstrecke Paris–Lille |                      |                                                 |                                                 |
| Streckennummer (SNCF): | 272 000              |                                                 |                                                 |
| Kursbuchstrecke (SNCF): | 200                  |                                                 |                                                 |
| Streckenlänge: | 251 km               |                                                 |                                                 |
| Spurweite: | 1435 mm (Normalspur) |                                                 |                                                 |
| Stromsystem: | 25 kV, 50 Hz ~       |                                                 |                                                 |
| Maximale Neigung: | 6,7 ‰                |                                                 |                                                 |
| Streckengeschwindigkeit: | 160 km/h             |                                                 |                                                 |
| Zweigleisigkeit: | durchgehend          |                                                 |                                                 |
| |                      |                                                 |                                                 |
| \| \| \| nach Châtelet-Les Halles RER B RER D \| \| \| \| 0,0 \| Paris-Nord \| Paris-Nord \| \| \| \| \| \| \| \| 0,6 \| Pont-Marcadet \| Pont-Marcadet \| \| \| \| Betriebswerk La Chapelle \| \| \| \| \| \| \| \| \| \| Petite Ceinture \| \| \| \| 2,0 \| Paris-La-Chapelle \| Paris-La-Chapelle \| \| \| 2,5 \| \| \| \| \| \| Bahnbetriebswerk Landy-Süd \| \| \| \| 3,1 \| La Plaine-Tramways \| La Plaine-Tramways \| \| \| 3,3 \| nach Aulnay-sous-Bois/Hirson (RER B) \| nach Aulnay-sous-Bois/Hirson (RER B) \| \| \| \| nach Saint-Ouen/Ermont-Eaubonne \| \| \| \| \| Bahnbetriebswerk Landy-Nord \| \| \| \| 4,2 \| Stade de France - Saint-Denis \| Stade de France - Saint-Denis \| \| \| 4,7 \| A86 \| A86 \| \| \| 6,1 \| Saint-Denis \| Saint-Denis \| \| \| 6,4 \| Brücke über den Canal Saint-Denis (469 m) \| Brücke über den Canal Saint-Denis (469 m) \| \| \| 6,5 \| nach Ermont-Eaubonne/Dieppe \| nach Ermont-Eaubonne/Dieppe \| \| \| 6,5 \| Brücke über die Croult (36 m) \| Brücke über die Croult (36 m) \| \| \| \| Betriebswerk des Joncherolles \| \| \| \| 9,5 \| Grande Ceinture \| Grande Ceinture \| \| \| 10,1 \| Pierrefitte - Stains \| Pierrefitte - Stains \| \| \| 10,2 \| \| \| \| \| 12,1 \| Garges - Sarcelles \| Garges - Sarcelles \| \| \| 14,8 \| Villiers-le-Bel - Gonesse \| Villiers-le-Bel - Gonesse \| \| \| \| \| \| \| \| 15,8 \| Abzw von Gonesse LGV Nord nach Lille \| Abzw von Gonesse LGV Nord nach Lille \| \| \| \| \| \| \| \| 19,5 \| Goussainville \| Goussainville \| \| \| 21,0 \| Les Noues \| Les Noues \| \| \| 23,6 \| Louvres \| Louvres \| \| \| 28,1 \| vom Flughafen Paris-Charles de Gaulle (geplant) \| vom Flughafen Paris-Charles de Gaulle (geplant) \| \| \| 29,7 \| Survilliers - Fosses \| Survilliers - Fosses \| \| \| 31,x \| Überwerfungsbauwerk \| Überwerfungsbauwerk \| \| \| 33,2 \| La Borne Blanche \| La Borne Blanche \| \| \| 35,0 \| Orry-la-Ville - Coye \| Orry-la-Ville - Coye \| \| \| \| \| \| \| \| 37,1 \| Viaduc de Commelles (étangs) (398 m) \| Viaduc de Commelles (étangs) (398 m) \| \| \| \| \| \| \| \| 40,9 \| Chantilly-Gouvieux \| Chantilly-Gouvieux \| \| \| 41,9 \| Viaduc de la Canardière (457 m) \| Viaduc de la Canardière (457 m) \| \| \| 42,3 \| nach Crépy-en-Valois \| nach Crépy-en-Valois \| \| \| 46,0 \| Brücke der Laversine (Oise) (98 m) \| Brücke der Laversine (Oise) (98 m) \| \| \| \| von Pierrelaye \| \| \| \| \| von Beauvais \| \| \| \| 50,3 \| Creil \| Creil \| \| \| 50,9 \| nach Compiègne/Jeumont \| nach Compiègne/Jeumont \| \| \| 54,1 \| Laigneville \| Laigneville \| \| \| 57,7 \| Liancourt-Rantigny \| Liancourt-Rantigny \| \| \| 65,1 \| von Compiègne \| von Compiègne \| \| \| 65,1 \| Clermont-de-l’Oise \| Clermont-de-l’Oise \| \| \| \| \| \| \| \| 66,3 \| Brücke über die Brêche (7 m) \| Brücke über die Brêche (7 m) \| \| \| 67,1 \| nach Rochy-Condé \| nach Rochy-Condé \| \| \| 72,7 \| Avrechy \| Avrechy \| \| \| 75,4 \| Saint-Remy-en-l’Eau \| Saint-Remy-en-l’Eau \| \| \| \| von La Rue-St-Pierre \| \| \| \| 79,5 \| Saint-Just-en-Chaussée \| Saint-Just-en-Chaussée \| \| \| \| nach Froissy \| \| \| \| \| nach Montdidier \| \| \| \| 87,4 \| Gannes \| Gannes \| \| \| 92,6 \| Chepoix \| Chepoix \| \| \| 94,9 \| Breteuil-Embranchement \| Breteuil-Embranchement \| \| \| 95,0 \| \| \| \| \| 97,x \| Tartigny \| Tartigny \| \| \| 101,7 \| Breteuil-Ville \| Breteuil-Ville \| \| \| 104,2 \| La Faloise \| La Faloise \| \| \| 111,1 \| Ailly-sur-Noye \| Ailly-sur-Noye \| \| \| 116,5 \| Dommartin - Remiencourt \| Dommartin - Remiencourt \| \| \| 120,1 \| Brücke über die Avre (15m) \| Brücke über die Avre (15m) \| \| \| \| von Montdidier \| \| \| \| 122,0 \| Boves \| Boves \| \| \| 125,9 \| Longueau \| Longueau \| \| \| \| \| \| \| \| 128,6 \| nach Amiens/Boulogne-Ville \| nach Amiens/Boulogne-Ville \| \| \| \| \| \| \| \| \| \| \| \| \| \| nach Tergnier/Laon \| \| \| \| 130,7 \| Canal de la Somme (31m) \| Canal de la Somme (31m) \| \| \| 131,1 \| Lamotte-Brebière \| Lamotte-Brebière \| \| \| 135,6 \| Canal de la Somme (31m) \| Canal de la Somme (31m) \| \| \| 136,1 \| Daours \| Daours \| \| \| 137,6 \| Canal de la Somme (27 m) \| Canal de la Somme (27 m) \| \| \| 139,7 \| Corbie \| Corbie \| \| \| 144,1 \| Heilly \| Heilly \| \| \| 146,8 \| Méricourt-Ribémont \| Méricourt-Ribémont \| \| \| 147,4 \| Brücke über die Ancre (7 m) \| Brücke über die Ancre (7 m) \| \| \| 148,9 \| Buire-sur-l’Ancre \| Buire-sur-l’Ancre \| \| \| 155,1 \| Albert \| Albert \| \| \| \| nach Péronne \| \| \| \| \| nach Doullens \| \| \| \| 163,3 \| Beaucourt-Hamel \| Beaucourt-Hamel \| \| \| 164,7 \| Brücke über die Ancre (16 m) \| Brücke über die Ancre (16 m) \| \| \| 167,2 \| Brücke über die Ancre (4 m) \| Brücke über die Ancre (4 m) \| \| \| 168,3 \| Brücke über die Ancre (7 m) \| Brücke über die Ancre (7 m) \| \| \| 168,5 \| Miraumont \| Miraumont \| \| \| \| von Bapaume \| \| \| \| 173,9 \| Achiet \| Achiet \| \| \| 178,1 \| Courcelles-le-Comte \| Courcelles-le-Comte \| \| \| 183,1 \| Boisleux \| Boisleux \| \| \| \| nach Marquion \| \| \| \| \| \| \| \| \| 187,9 \| Abzw. Arbre-Robert LGV Nord von Paris \| Abzw. Arbre-Robert LGV Nord von Paris \| \| \| \| \| \| \| \| \| von Doullens \| \| \| \| \| von St-Pol-sur-Ternoise \| \| \| \| 192,1 \| Arras \| Arras \| \| \| 192,5 \| nach Lens/Dunkerque \| nach Lens/Dunkerque \| \| \| 199,5 \| Brücke über die Scarpe (25 m) \| Brücke über die Scarpe (25 m) \| \| \| 199,6 \| Abzw. Fampoux \| Abzw. Fampoux \| \| \| 200,3 \| LGV Nord \| LGV Nord \| \| \| 200,3 \| A1 (41 m) \| A1 (41 m) \| \| \| 200,7 \| Rœux \| Rœux \| \| \| 202,0 \| A26 \| A26 \| \| \| 204,3 \| Biache-Saint-Vaast \| Biache-Saint-Vaast \| \| \| 207,4 \| Vitry-en-Artois \| Vitry-en-Artois \| \| \| \| \| \| \| \| 209,9 \| Brebières-Sud \| Brebières-Sud \| \| \| 211,1 \| von Lens \| von Lens \| \| \| 212,0 \| Corbehem \| Corbehem \| \| \| 212,9 \| Kanal der Scarpe (40 m) \| Kanal der Scarpe (40 m) \| \| \| 213,8 \| Brücke über die Scarpe (23 m) \| Brücke über die Scarpe (23 m) \| \| \| \| von Cambrai \| \| \| \| 215,3 \| von Somain \| von Somain \| \| \| 217,4 \| Douai \| Douai \| \| \| 218,9 \| Brücke über die Scarpe (19 m) \| Brücke über die Scarpe (19 m) \| \| \| 220,4 \| Pont-de-la-Deûle \| Pont-de-la-Deûle \| \| \| \| Brücke über die Deûle \| \| \| \| 220,4 \| nach Orchies \| nach Orchies \| \| \| \| nach Pont-à-Marcq \| \| \| \| 220,5 \| A21 \| A21 \| \| \| 224,2 \| Leforest \| Leforest \| \| \| 226,9 \| Ostricourt \| Ostricourt \| \| \| 227,5 \| von Lens \| von Lens \| \| \| 228,5 \| Abzw zur Plate-Form Delta-3 \| Abzw zur Plate-Form Delta-3 \| \| \| 231,5 \| Libercourt \| Libercourt \| \| \| 234,3 \| A1 \| A1 \| \| \| 235,5 \| Phalempin \| Phalempin \| \| \| 237,9 \| LGV Nord \| LGV Nord \| \| \| 237,2 \| von Don-Sainghin \| von Don-Sainghin \| \| \| 239,3 \| Seclin \| Seclin \| \| \| \| nach Templeuve \| \| \| \| 242,9 \| Wattignies-Templemars \| Wattignies-Templemars \| \| \| 246,4 \| Ronchin \| Ronchin \| \| \| \| von Hirson/Thionville \| \| \| \| \| von Baisieux \| \| \| \| \| \| \| \| \| \| nach Abbeville \| \| \| \| 247,5 \| Abzw von Fives-Sud \| Abzw von Fives-Sud \| \| \| 249,1 \| Fives \| Fives \| \| \| \| \| \| \| \| 251,1 \| Lille-Saint-Sauveur \| Lille-Saint-Sauveur \| \| \| \| LGV Nord von Paris \| \| \| \| 250,9 \| Lille-Flandres \| Lille-Flandres \| \| \| \| \| \| \| \| \| \| \| \| \| \| nach Calais und Tourcoing \| \| |                      |                                                 |                                                 |
| Strecke (im Tunnel) |                      | nach Châtelet-Les Halles RER B RER D            | nach Châtelet-Les Halles RER B RER D            |
| Bahnhof (im Tunnel) · Kopfbahnhof Streckenanfang | 0,0                  | Paris-Nord                                      | Paris-Nord                                      |
| Strecke (im Tunnel) · Überleitstelle / Spurwechsel |                      |                                                 |                                                 |
| Tunnelende · Bahnhof | 0,6                  | Pont-Marcadet                                   | Pont-Marcadet                                   |
| Abzweig geradeaus und von links · Abzweig geradeaus und nach rechts · Betriebs-/Güterbahnhof Streckenanfang |                      | Betriebswerk La Chapelle                        | Betriebswerk La Chapelle                        |
| Strecke · Strecke geradeaus und nach links · Abzweig geradeaus und von rechts |                      |                                                 |                                                 |
| Kreuzung (Querstrecke außer Betrieb) · Kreuzung geradeaus oben · Kreuzung geradeaus oben (Querstrecke außer Betrieb) |                      | Petite Ceinture                                 | Petite Ceinture                                 |
| ehemaliger Bahnhof · Bahnhof · Strecke | 2,0                  | Paris-La-Chapelle                               | Paris-La-Chapelle                               |
| Abzweig geradeaus und nach links · Abzweig geradeaus und von rechts · Strecke | 2,5                  |                                                 |                                                 |
| Strecke · Dienststation / Betriebs- oder Güterbahnhof |                      | Bahnbetriebswerk Landy-Süd                      | Bahnbetriebswerk Landy-Süd                      |
| Strecke · Bahnhof · Strecke | 3,1                  | La Plaine-Tramways                              | La Plaine-Tramways                              |
| Abzweig geradeaus und nach rechts · Strecke · Strecke | 3,3                  | nach Aulnay-sous-Bois/Hirson (RER B)            | nach Aulnay-sous-Bois/Hirson (RER B)            |
| Strecke nach links · Kreuzung geradeaus oben · Kreuzung geradeaus oben |                      | nach Saint-Ouen/Ermont-Eaubonne                 | nach Saint-Ouen/Ermont-Eaubonne                 |
| Strecke · Dienststation / Betriebs- oder Güterbahnhof |                      | Bahnbetriebswerk Landy-Nord                     | Bahnbetriebswerk Landy-Nord                     |
| Bahnhof | 4,2                  | Stade de France - Saint-Denis                   | Stade de France - Saint-Denis                   |
| Strecke mit Straßenbrücke | 4,7                  | A86                                             | A86                                             |
| Bahnhof | 6,1                  | Saint-Denis                                     | Saint-Denis                                     |
| Brücke über Wasserlauf | 6,4                  | Brücke über den Canal Saint-Denis (469 m)       | Brücke über den Canal Saint-Denis (469 m)       |
| | 6,5                  | nach Ermont-Eaubonne/Dieppe                     | nach Ermont-Eaubonne/Dieppe                     |
| Brücke über Wasserlauf | 6,5                  | Brücke über die Croult (36 m)                   | Brücke über die Croult (36 m)                   |
| Dienststation / Betriebs- oder Güterbahnhof |                      | Betriebswerk des Joncherolles                   | Betriebswerk des Joncherolles                   |
| Abzweig quer und von rechts · Kreuzung geradeaus unten | 9,5                  | Grande Ceinture                                 | Grande Ceinture                                 |
| Strecke · Bahnhof | 10,1                 | Pierrefitte - Stains                            | Pierrefitte - Stains                            |
| Strecke nach links · Abzweig geradeaus und von rechts | 10,2                 |                                                 |                                                 |
| Bahnhof | 12,1                 | Garges - Sarcelles                              | Garges - Sarcelles                              |
| Bahnhof | 14,8                 | Villiers-le-Bel - Gonesse                       | Villiers-le-Bel - Gonesse                       |
| |                      |                                                 |                                                 |
| Abzweig geradeaus und nach rechts | 15,8                 | Abzw von Gonesse LGV Nord nach Lille            | Abzw von Gonesse LGV Nord nach Lille            |
| |                      |                                                 |                                                 |
| Bahnhof | 19,5                 | Goussainville                                   | Goussainville                                   |
| Bahnhof | 21,0                 | Les Noues                                       | Les Noues                                       |
| Bahnhof | 23,6                 | Louvres                                         | Louvres                                         |
| Abzweig geradeaus und ehemals von rechts | 28,1                 | vom Flughafen Paris-Charles de Gaulle (geplant) | vom Flughafen Paris-Charles de Gaulle (geplant) |
| Bahnhof | 29,7                 | Survilliers - Fosses                            | Survilliers - Fosses                            |
| | 31,x                 | Überwerfungsbauwerk                             | Überwerfungsbauwerk                             |
| Bahnhof | 33,2                 | La Borne Blanche                                | La Borne Blanche                                |
| Bahnhof | 35,0                 | Orry-la-Ville - Coye                            | Orry-la-Ville - Coye                            |
| Abzweig geradeaus und ehemals nach links · Strecke von rechts (außer Betrieb) |                      |                                                 |                                                 |
| Brücke über Wasserlauf · Brücke über Wasserlauf (Strecke außer Betrieb) | 37,1                 | Viaduc de Commelles (étangs) (398 m)            | Viaduc de Commelles (étangs) (398 m)            |
| Abzweig geradeaus und ehemals von links · Strecke nach rechts (außer Betrieb) |                      |                                                 |                                                 |
| Bahnhof | 40,9                 | Chantilly-Gouvieux                              | Chantilly-Gouvieux                              |
| Brücke über Wasserlauf | 41,9                 | Viaduc de la Canardière (457 m)                 | Viaduc de la Canardière (457 m)                 |
| Abzweig geradeaus und ehemals nach rechts | 42,3                 | nach Crépy-en-Valois                            | nach Crépy-en-Valois                            |
| Brücke über Wasserlauf | 46,0                 | Brücke der Laversine (Oise) (98 m)              | Brücke der Laversine (Oise) (98 m)              |
| Abzweig geradeaus und von links |                      | von Pierrelaye                                  | von Pierrelaye                                  |
| Abzweig geradeaus und von links |                      | von Beauvais                                    | von Beauvais                                    |
| Bahnhof | 50,3                 | Creil                                           | Creil                                           |
| Abzweig geradeaus und nach rechts | 50,9                 | nach Compiègne/Jeumont                          | nach Compiègne/Jeumont                          |
| Bahnhof | 54,1                 | Laigneville                                     | Laigneville                                     |
| Bahnhof | 57,7                 | Liancourt-Rantigny                              | Liancourt-Rantigny                              |
| | 65,1                 | von Compiègne                                   | von Compiègne                                   |
| Bahnhof | 65,1                 | Clermont-de-l’Oise                              | Clermont-de-l’Oise                              |
| Überleitstelle / Spurwechsel links |                      |                                                 |                                                 |
| Brücke über Wasserlauf | 66,3                 | Brücke über die Brêche (7 m)                    | Brücke über die Brêche (7 m)                    |
| Strecke nach links und nach rechts | 67,1                 | nach Rochy-Condé                                | nach Rochy-Condé                                |
| Haltepunkt / Haltestelle | 72,7                 | Avrechy                                         | Avrechy                                         |
| Haltepunkt / Haltestelle | 75,4                 | Saint-Remy-en-l’Eau                             | Saint-Remy-en-l’Eau                             |
| Abzweig geradeaus und ehemals von links |                      | von La Rue-St-Pierre                            | von La Rue-St-Pierre                            |
| Bahnhof · U-Bahn-Kopfbahnhof Streckenanfang (Strecke außer Betrieb) | 79,5                 | Saint-Just-en-Chaussée                          | Saint-Just-en-Chaussée                          |
| Strecke · U-Bahn-Strecke nach links (außer Betrieb) |                      | nach Froissy                                    | nach Froissy                                    |
| Abzweig geradeaus und ehemals nach rechts |                      | nach Montdidier                                 | nach Montdidier                                 |
| Bahnhof | 87,4                 | Gannes                                          | Gannes                                          |
| ehemaliger Haltepunkt / Haltestelle | 92,6                 | Chepoix                                         | Chepoix                                         |
| Bahnhof | 94,9                 | Breteuil-Embranchement                          | Breteuil-Embranchement                          |
| Abzweig geradeaus und nach links · Strecke von rechts | 95,0                 |                                                 |                                                 |
| Strecke · ehemaliger Haltepunkt / Haltestelle | 97,x                 | Tartigny                                        | Tartigny                                        |
| Strecke · Betriebs-/Güterbahnhof Streckenende | 101,7                | Breteuil-Ville                                  | Breteuil-Ville                                  |
| Bahnhof | 104,2                | La Faloise                                      | La Faloise                                      |
| Bahnhof | 111,1                | Ailly-sur-Noye                                  | Ailly-sur-Noye                                  |
| Bahnhof | 116,5                | Dommartin - Remiencourt                         | Dommartin - Remiencourt                         |
| Brücke über Wasserlauf | 120,1                | Brücke über die Avre (15m)                      | Brücke über die Avre (15m)                      |
| Abzweig geradeaus und von rechts |                      | von Montdidier                                  | von Montdidier                                  |
| Bahnhof | 122,0                | Boves                                           | Boves                                           |
| Bahnhof | 125,9                | Longueau                                        | Longueau                                        |
| Abzweig geradeaus und nach links · Strecke von rechts |                      |                                                 |                                                 |
| Strecke von links · Kreuzung geradeaus unten · Abzweig quer, nach links und von links | 128,6                | nach Amiens/Boulogne-Ville                      | nach Amiens/Boulogne-Ville                      |
| Abzweig geradeaus und nach links · Abzweig geradeaus, von links und von rechts · Abzweig geradeaus und nach rechts |                      |                                                 |                                                 |
| Abzweig geradeaus und von links · Kreuzung geradeaus unten · Strecke nach rechts |                      |                                                 |                                                 |
| Strecke · Strecke |                      | nach Tergnier/Laon                              | nach Tergnier/Laon                              |
| Brücke über Wasserlauf | 130,7                | Canal de la Somme (31m)                         | Canal de la Somme (31m)                         |
| Haltepunkt / Haltestelle | 131,1                | Lamotte-Brebière                                | Lamotte-Brebière                                |
| Brücke über Wasserlauf | 135,6                | Canal de la Somme (31m)                         | Canal de la Somme (31m)                         |
| Haltepunkt / Haltestelle | 136,1                | Daours                                          | Daours                                          |
| Brücke über Wasserlauf | 137,6                | Canal de la Somme (27 m)                        | Canal de la Somme (27 m)                        |
| Bahnhof | 139,7                | Corbie                                          | Corbie                                          |
| Haltepunkt / Haltestelle | 144,1                | Heilly                                          | Heilly                                          |
| Bahnhof | 146,8                | Méricourt-Ribémont                              | Méricourt-Ribémont                              |
| Brücke über Wasserlauf | 147,4                | Brücke über die Ancre (7 m)                     | Brücke über die Ancre (7 m)                     |
| Bahnhof | 148,9                | Buire-sur-l’Ancre                               | Buire-sur-l’Ancre                               |
| Bahnhof · U-Bahn-Kopfbahnhof Streckenanfang (Strecke außer Betrieb) | 155,1                | Albert                                          | Albert                                          |
| Kreuzung mit U-Bahn geradeaus unten (Querstrecke außer Betrieb) · U-Bahn-Abzweig geradeaus und nach rechts (Strecke außer Betrieb) |                      | nach Péronne                                    | nach Péronne                                    |
| Strecke · U-Bahn-Strecke (außer Betrieb) |                      | nach Doullens                                   | nach Doullens                                   |
| ehemaliger Bahnhof | 163,3                | Beaucourt-Hamel                                 | Beaucourt-Hamel                                 |
| Brücke über Wasserlauf | 164,7                | Brücke über die Ancre (16 m)                    | Brücke über die Ancre (16 m)                    |
| Brücke über Wasserlauf | 167,2                | Brücke über die Ancre (4 m)                     | Brücke über die Ancre (4 m)                     |
| Brücke über Wasserlauf | 168,3                | Brücke über die Ancre (7 m)                     | Brücke über die Ancre (7 m)                     |
| Bahnhof | 168,5                | Miraumont                                       | Miraumont                                       |
| Abzweig geradeaus und ehemals von rechts |                      | von Bapaume                                     | von Bapaume                                     |
| Bahnhof | 173,9                | Achiet                                          | Achiet                                          |
| Haltepunkt / Haltestelle | 178,1                | Courcelles-le-Comte                             | Courcelles-le-Comte                             |
| Bahnhof | 183,1                | Boisleux                                        | Boisleux                                        |
| Abzweig geradeaus und ehemals nach rechts |                      | nach Marquion                                   | nach Marquion                                   |
| |                      |                                                 |                                                 |
| Abzweig geradeaus und von rechts | 187,9                | Abzw. Arbre-Robert LGV Nord von Paris           | Abzw. Arbre-Robert LGV Nord von Paris           |
| |                      |                                                 |                                                 |
| Abzweig geradeaus und ehemals von links |                      | von Doullens                                    | von Doullens                                    |
| Abzweig geradeaus und von links |                      | von St-Pol-sur-Ternoise                         | von St-Pol-sur-Ternoise                         |
| Bahnhof | 192,1                | Arras                                           | Arras                                           |
| Abzweig geradeaus und nach links | 192,5                | nach Lens/Dunkerque                             | nach Lens/Dunkerque                             |
| Brücke über Wasserlauf | 199,5                | Brücke über die Scarpe (25 m)                   | Brücke über die Scarpe (25 m)                   |
| Abzweig geradeaus und nach halblinks | 199,6                | Abzw. Fampoux                                   | Abzw. Fampoux                                   |
| Kreuzung geradeaus oben · Abzweig quer und von halbrechts | 200,3                | LGV Nord                                        | LGV Nord                                        |
| Brücke | 200,3                | A1 (41 m)                                       | A1 (41 m)                                       |
| Bahnhof | 200,7                | Rœux                                            | Rœux                                            |
| Strecke mit Straßenbrücke | 202,0                | A26                                             | A26                                             |
| Bahnhof | 204,3                | Biache-Saint-Vaast                              | Biache-Saint-Vaast                              |
| Bahnhof | 207,4                | Vitry-en-Artois                                 | Vitry-en-Artois                                 |
| Abzweig geradeaus und ehemals nach links · Strecke von rechts (außer Betrieb) |                      |                                                 |                                                 |
| Bahnhof · Strecke (außer Betrieb) | 209,9                | Brebières-Sud                                   | Brebières-Sud                                   |
| Abzweig geradeaus und von links · Abzweig quer und ehemals nach links | 211,1                | von Lens                                        | von Lens                                        |
| Bahnhof | 212,0                | Corbehem                                        | Corbehem                                        |
| Brücke über Wasserlauf | 212,9                | Kanal der Scarpe (40 m)                         | Kanal der Scarpe (40 m)                         |
| Brücke über Wasserlauf | 213,8                | Brücke über die Scarpe (23 m)                   | Brücke über die Scarpe (23 m)                   |
| Strecke · Strecke |                      | von Cambrai                                     | von Cambrai                                     |
| Abzweig quer und nach links · Abzweig geradeaus, nach rechts und von rechts | 215,3                | von Somain                                      | von Somain                                      |
| Bahnhof | 217,4                | Douai                                           | Douai                                           |
| Brücke über Wasserlauf | 218,9                | Brücke über die Scarpe (19 m)                   | Brücke über die Scarpe (19 m)                   |
| Bahnhof | 220,4                | Pont-de-la-Deûle                                | Pont-de-la-Deûle                                |
| Brücke über Wasserlauf |                      | Brücke über die Deûle                           | Brücke über die Deûle                           |
| Abzweig geradeaus und ehemals nach rechts | 220,4                | nach Orchies                                    | nach Orchies                                    |
| Abzweig geradeaus und ehemals nach rechts |                      | nach Pont-à-Marcq                               | nach Pont-à-Marcq                               |
| Strecke mit Straßenbrücke | 220,5                | A21                                             | A21                                             |
| Bahnhof | 224,2                | Leforest                                        | Leforest                                        |
| Haltepunkt / Haltestelle | 226,9                | Ostricourt                                      | Ostricourt                                      |
| Abzweig geradeaus, nach links und von links | 227,5                | von Lens                                        | von Lens                                        |
| Abzweig geradeaus und nach links · Betriebsstelle Streckenende und quer | 228,5                | Abzw zur Plate-Form Delta-3                     | Abzw zur Plate-Form Delta-3                     |
| Bahnhof | 231,5                | Libercourt                                      | Libercourt                                      |
| Strecke mit Straßenbrücke | 234,3                | A1                                              | A1                                              |
| Bahnhof | 235,5                | Phalempin                                       | Phalempin                                       |
| Kreuzung geradeaus unten | 237,9                | LGV Nord                                        | LGV Nord                                        |
| Abzweig geradeaus, ehemals nach links und ehemals von links | 237,2                | von Don-Sainghin                                | von Don-Sainghin                                |
| Bahnhof | 239,3                | Seclin                                          | Seclin                                          |
| Abzweig geradeaus und ehemals nach rechts |                      | nach Templeuve                                  | nach Templeuve                                  |
| Bahnhof | 242,9                | Wattignies-Templemars                           | Wattignies-Templemars                           |
| Bahnhof | 246,4                | Ronchin                                         | Ronchin                                         |
| Strecke · Strecke |                      | von Hirson/Thionville                           | von Hirson/Thionville                           |
| Kreuzung geradeaus unten und links · Kreuzung geradeaus unten · Strecke von rechts |                      | von Baisieux                                    | von Baisieux                                    |
| Strecke · Abzweig geradeaus und von rechts |                      |                                                 |                                                 |
| Strecke · Überleitstelle / Spurwechsel links · Strecke |                      | nach Abbeville                                  | nach Abbeville                                  |
| Strecke nach links · Abzweig geradeaus und von rechts | 247,5                | Abzw von Fives-Sud                              | Abzw von Fives-Sud                              |
| Dienststation / Betriebs- oder Güterbahnhof | 249,1                | Fives                                           | Fives                                           |
| Überleitstelle / Spurwechsel rechts |                      |                                                 |                                                 |
| Strecke geradeaus und nach links · Betriebsstelle Streckenende und quer (Strecke außer Betrieb) | 251,1                | Lille-Saint-Sauveur                             | Lille-Saint-Sauveur                             |
| Strecke · Strecke |                      | LGV Nord von Paris                              | LGV Nord von Paris                              |
| Abzweig geradeaus und von links · Abzweig geradeaus und nach rechts · Kopfbahnhof Streckenanfang | 250,9                | Lille-Flandres                                  | Lille-Flandres                                  |
| Abzweig geradeaus und nach links · Abzweig geradeaus und von rechts · Überleitstelle / Spurwechsel |                      |                                                 |                                                 |
| Strecke · Strecke nach links und nach rechts · Strecke nach rechts und nach rechts |                      |                                                 |                                                 |
| Strecke · Abzweig geradeaus und von links · Strecke nach rechts |                      | nach Calais und Tourcoing                       | nach Calais und Tourcoing                       |

Die Bahnstrecke Paris–Lille ist eine der wichtigsten Eisenbahnstrecken Frankreichs. Diese 251 km lange Strecke verbindet Paris mit Lille. Sie befindet sich in den Regionen Île-de-France und Hauts-de-France.
Die Strecke wurde 1846 durch die Compagnie des chemins de fer du Nord eröffnet und war die erste Strecke, welche das französische Netz mit dem Ausland verband. Sie hat seit ihrer Inbetriebnahme eine wichtige Bedeutung für den internationalen Personen- und Güterverkehr. Lange Zeit fuhren die Züge nach Belgien, den Niederlanden und Deutschland auf dieser Strecke bis nach Creil und von dort weiter über die Bahnstrecke Creil–Jeumont.
Durch die Inbetriebnahme der LGV Nord im Jahr 1993 und in der Folge des Eurostar und des Thalys verlor die Strecke fast ihren kompletten Personenfernverkehr. Heute fahren auf der Strecke noch Corail Intercités, Züge der RER D, des TER Picardie und des TER Nord-Pas-de-Calais. Der Güterverkehr spielt weiterhin eine wichtige Rolle, da er den wichtigen Wirtschaftsraum „Nordfrankreich“ bedient.

## Die Strecke

### Streckenführung

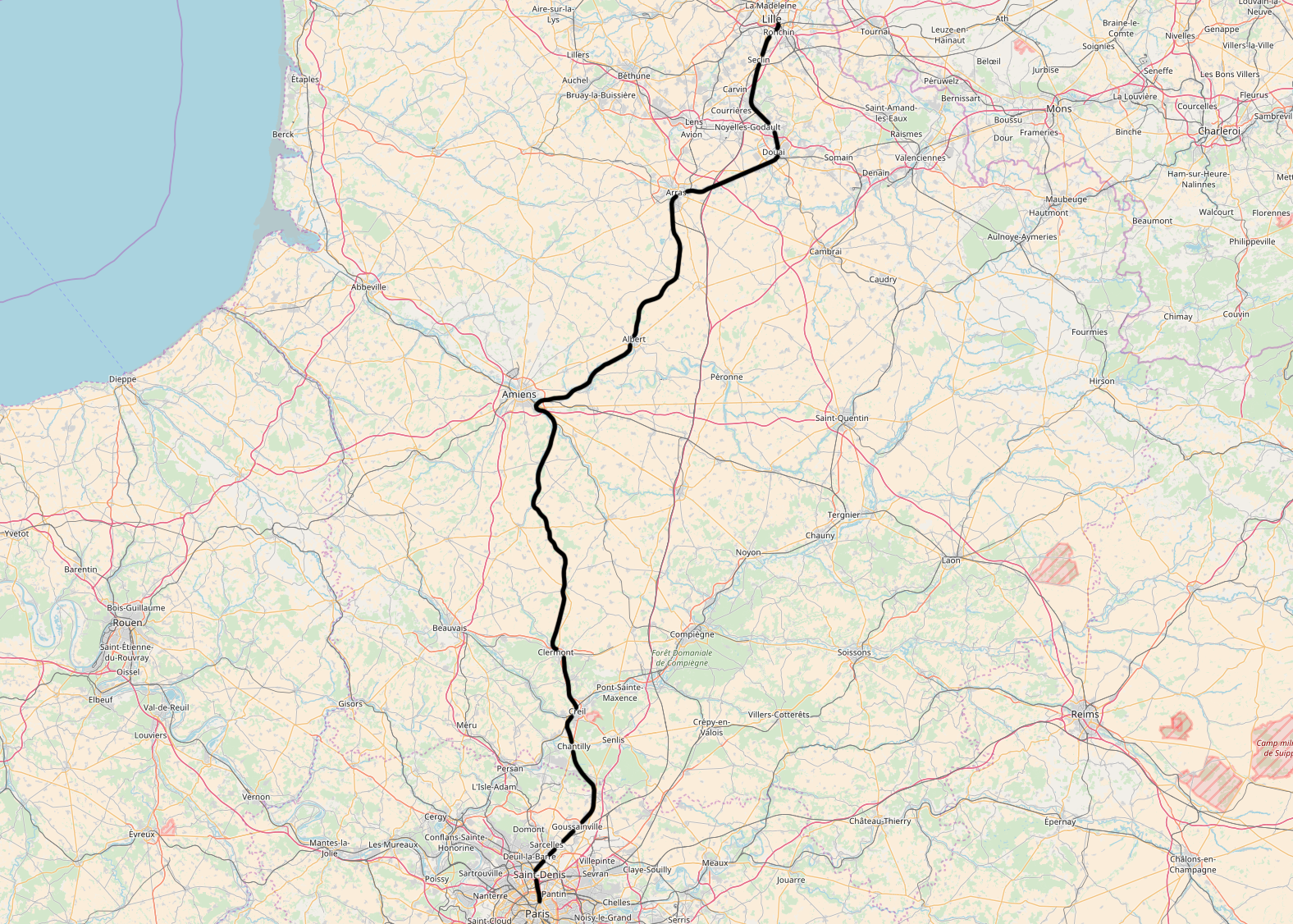
Karte der Streckenführung

Die Bahnstrecke Paris–Lille verlässt den Gare du Nord in nördlicher Richtung und führt 6 Kilometer bis zum Bahnhof Saint-Denis. Ab dort führt sie in nordöstlicher Richtung und durchfährt die Plaine de France, mit einer konstanten Neigung von 5 mm/m. Ab der Anhöhe von Marly-la-Ville, im Val-d'Oise, orientiert sie sich wieder in nördliche Richtung und führt nach Creil hinunter. Nachdem sie den Wald von Chantilly, das Tal der Thève, das der Nonette und schließlich die Oise überquert hat, kommt sie nach Creil. Dort trennt sie sich von der Strecke nach Brüssel (Bahnstrecke Creil–Jeumont).
Anschließend führt die Strecke in nördlicher Richtung, über Clermont und Saint-Just-en-Chaussée, weiter. Nachdem sie das Plateau picard durchfahren hat, führt sie zur Somme herab und erreicht den Bahnhof Longueau. Die Strecke führt dann in nordöstlicher Richtung weiter und folgt dem Somme-Tal bis zum Bahnhof Corbie, anschließend der Ancre. Über Achiet-le-Petit führt die Strecke nach Arras.
Die Strecke folgt dem Scarpe-Tal, danach oftmals in langen Geraden bis nach Douai. Danach geht es zunächst in nordwestlicher Richtung weiter, anschließend nach Norden bis zum Bahnhof Libercourt und Ronchin. Nachdem sie den Liller Eisenbahnknoten gekreuzt hat, erreicht sie den Bahnhof Lille-Flandres.

### Kunstbauwerke
Die Brücke über den Canal Saint-Denis (469 m), die Viadukte von Commelles (398 m) und von der Canardière (457 m) und die Brücke von Laversine (98 m), sind die wichtigsten Kunstbauwerke der Strecke.

### Infrastruktur
Die Strecke ist mit 25 kV 50 Hz Wechselspannung elektrifiziert. Sie ist mit dem Block Automatique Lumineux, dem contrôle de vitesse par balises (KVB) und mit dem Zugfunk ohne Datenübertragung ausgestattet. Die Trassierung ermöglicht weitgehend eine Geschwindigkeit von 160 km/h.
Zulässige Geschwindigkeiten der Strecke im Jahr 2011:
| Von                                    | Bis                                    | Zulässige Geschwindigkeit |
| -------------------------------------- | -------------------------------------- | ------------------------- |
| Paris-Nord                             | Passerelle 4                           | 60                        |
| Passerelle 4                           | Signalbrücke Joncherolles (km 6,9)     | 120                       |
| Signalbrücke Joncherolles (km 6,9)     | Abzw. von Laversine (km 45,7)          | 160*                      |
| Abzw. von Laversine (km 45,7)          | Creil                                  | 150                       |
| Creil                                  | km 50,5                                | 150                       |
| km 50,5                                | Abzw. von Bonvilliers                  | 120                       |
| Abzw. von Bonvilliers                  | km 78,2                                | 160                       |
| km 78,2                                | km 80,3                                | 100                       |
| km 80,3                                | km 122,8                               | 160                       |
| km 122,8                               | Longueau                               | 120                       |
| Longueau                               | Abzw. von Agny (km 187,8)              | 160                       |
| Abzw. von Agny (km 187,8)              | Arras (km 192,1)                       | 130                       |
| Arras (km 192,1)                       | Abzw. von Saint-Éloi (km 215,4)        | 160                       |
| Abzw. von Saint-Éloi (km 215,4)        | Douai (km 218,5)                       | 110                       |
| Douai (km 218,5)                       | Signalbrücke «Pont supérieur de Fives» | 160                       |
| Signalbrücke «Pont supérieur de Fives» | Lille Flandres (km 250,9)              | 30                        |

(*) TGV : 200 km/h vom km 12,2 zum Abzweig von Gonesse.

## Geschichte

### Chronologie
- 25. Januar 1846: Inbetriebnahme des Abschnittes Paris–Clermont ;
- 1. April 1846: Eröffnung des Abschnittes Arras–Lille und Arras–Valenciennes ;
- 18. Juni 1846: Eröffnung des Abschnittes Clermont–Arras ;
- 10. Mai 1859: Eröffnung der neuen Strecke Saint-Denis–Creil bis nach Villiers-le-Bel ;
- 1. Juni 1859: Eröffnung der neuen Strecke bis nach Creil ;
- 15. Juni 1905: viergleisiger Ausbau des Abschnittes Paris-Nord–Survilliers ;
- 7. Januar 1959: Inbetriebnahme des elektrischen Betriebes mit 25 kV 50 Hz ;
- Mai und September 1993 : Inbetriebnahme der LGV Nord.

### Bau und Inbetriebnahme
Der Bau einer Eisenbahnstrecke von Paris nach Belgien wurde 1831 als vorrangig eingestuft. Am 15. Februar 1838, stellte der Staat dem Parlament ein Gesetz vor, das den Bau der Bahnstrecke Paris–Lille beschloss. Dieses Gesetz wurde abgelehnt, da der Staat den Bau der Bahnstrecke hätte zahlen müssen.
Im Jahr 1843, wiederbelebte Stephenson das Projekt und plante den Verlauf der Strecke, dieser wurde schließlich vom Staat akzeptiert. Die Strecke, 338 km lang, verbindet Paris mit Belgien über Lille, mit einem Abzweig nach Valenciennes. Die Bahnstrecken Fives–Mouscron und Valenciennes–Quiévrain wurden schon 1842 von den SNCB eröffnet.
Ab 1843 begannen die Bauarbeiten die zügig vorankamen, da die Strecke keine größeren Kunstbauwerke hat. Es wurde vermieden Tunnel zu bauen, unter anderem wurde in Marly-la-Ville die Strecke durch das Oise Tal geführt. Es gibt wenige Viadukte, dagegen gibt es viele Bahnübergänge.
Die Erdarbeiten hatten große Ausmaße: 1.850.000 m³ Erde wurden zwischen Paris und Clermont und 2.000.000 m³ zwischen Clermont und Amiens bewegt. Zu den wichtigsten Arbeiten gehörte ein 13 m tiefer Einschnitt in einem steinigen Untergrund in Maubuisson. Zwischen Amiens und Lille gibt es mehr Kunstbauwerke. Die Brücke über die Escaut, kurz vor Valenciennes, ist eine der größten Kunstbauten der Strecke.

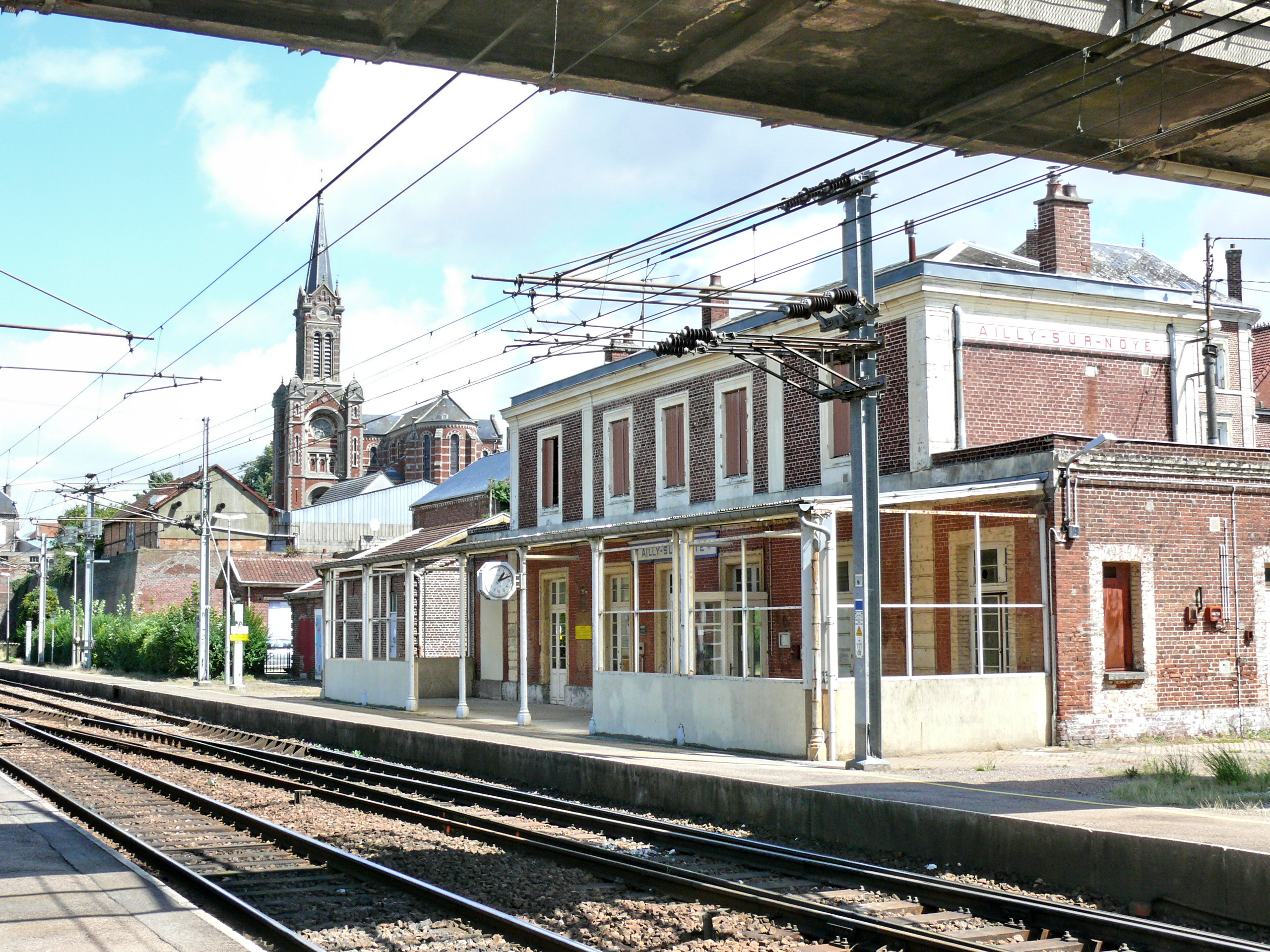
Der Bahnhof Ailly-sur-Noye. Der Backsteinbau ist typisch für den Norden Frankreichs

Die wichtigsten Bahnhöfe an der Strecke sind: Saint-Denis, Enghien-les-Bains, Pontoise, Persan-Beaumont, Creil, Clermont-de-l’Oise, Amiens, Douai, Lille und Valenciennes. Die Bahnhöfe Amiens und Lille sind Kopfbahnhöfe, es gibt aber Umfahrungen für nicht haltende Züge, sodass diese nicht wenden müssen.
Die Bauarbeiten, die 76 Millionen Francs kosteten, wurden von zwei Ingenieuren geleitet: Onfroy de Breville für den Abschnitt Paris–Amiens und Busche von Amiens zur belgischen Grenze. Eine franko-britische Gesellschaft erhielt die Konzession für die Strecke am 9. September 1845, sie musste alle Kosten tragen. Diese Gesellschaft entstand durch den Zusammenschluss von mehreren Firmen, unter anderem Rotschild frères, Hottinguer, Baring frères, Laffitte-Blount, D’Eichthal, Goüin, Malet frères und Pillet Will.
Die Compagnie des chemins de fer du Nord wurde zu diesem Zweck gegründet, diese nahm den Betrieb auf dem Abschnitt Paris–Pontoise am 7. Januar 1846 auf. Der Abschnitt bis nach Clermont wurde wenige Tage später in Betrieb genommen. Am 1. April 1846 wurde der Abschnitt zwischen Arras, Lille und Valenciennes eröffnet. Die offizielle Inbetriebnahme der Gesamtstrecke fand vom 13. bis zum 16. Juni desselben Jahres statt.
Die Strecke wurde am 18. Juni 1846 dem Verkehr übergeben. Die Eröffnung der Strecke ermöglichte es internationale Züge nach Brüssel und Ostende fahren zu lassen. Der Preis für eine Fahrt von Paris nach Lille, betrug in der 1. Klasse 28,6 Francs, in der 2. Klasse 21,55 Francs und 16 Francs in der 3. Klasse. Durch diese attraktiven Preise fuhren mehr und mehr Leute Bahn. Ende 1847, waren auf der Strecke 4 Millionen Reisende und 3,5 Millionen Tonnen Güter transportiert worden.

### Ausbau Paris–Creil

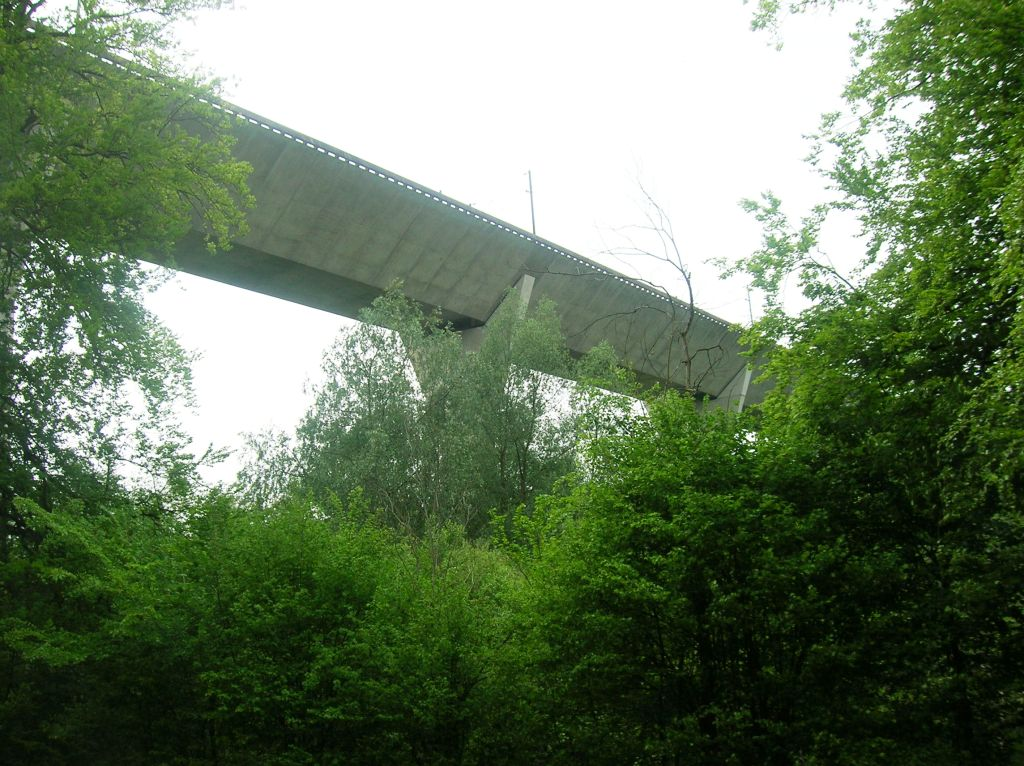
Der Viadukt von Commelles, in der Nähe von Orry-la-Ville

Der Abschnitt Paris–Creil ist schon sehr früh an die Kapazitätsgrenze gestoßen. Deshalb wurde beschlossen, eine zusätzliche Strecke zu bauen. Diese beginnt im Bahnhof Saint-Denis und führt in nordöstlicher Richtung weiter, ab dem Bahnhof Louvres in nördlicher Richtung. Anschließend wird das Tal der Thève durch eine Bogenbrücke, die 40 Meter hoch und 331 Meter lang ist und 15 Bögen hat, überquert. Kurz nach Chantilly wird das Nonette Tal, auf einer 440 m langen und 21 m langen Brücke, überquert. Die Pfeiler dieser Brücke mussten, wegen torfartigem Boden, auf 20 Meter langen Holzpfählen gegründet werden. Kurz vor Creil überquert die Strecke die Oise, mithilfe einer 330 Meter langen und 40 Meter hohen Brücke.
Dieser neue Abschnitt, welcher 43 km lang ist, wurde am 10. Mai 1859 bis Villiers-le-Bel und am 1. Juni 1859 bis Creil in Betrieb genommen. Dadurch konnte der Verkehr auf die alte Strecke, welche 17 km länger ist und über Pontoise führte, und auf die Neue verteilt werden. Die Reisezeit verkürzte sich zwischen Paris und Creil um 30 Minuten, der Schnellzug benötigte 50 Minuten, der Regionalzug 1h40.

### Viergleisiger Ausbau Paris–Orry-la-Ville

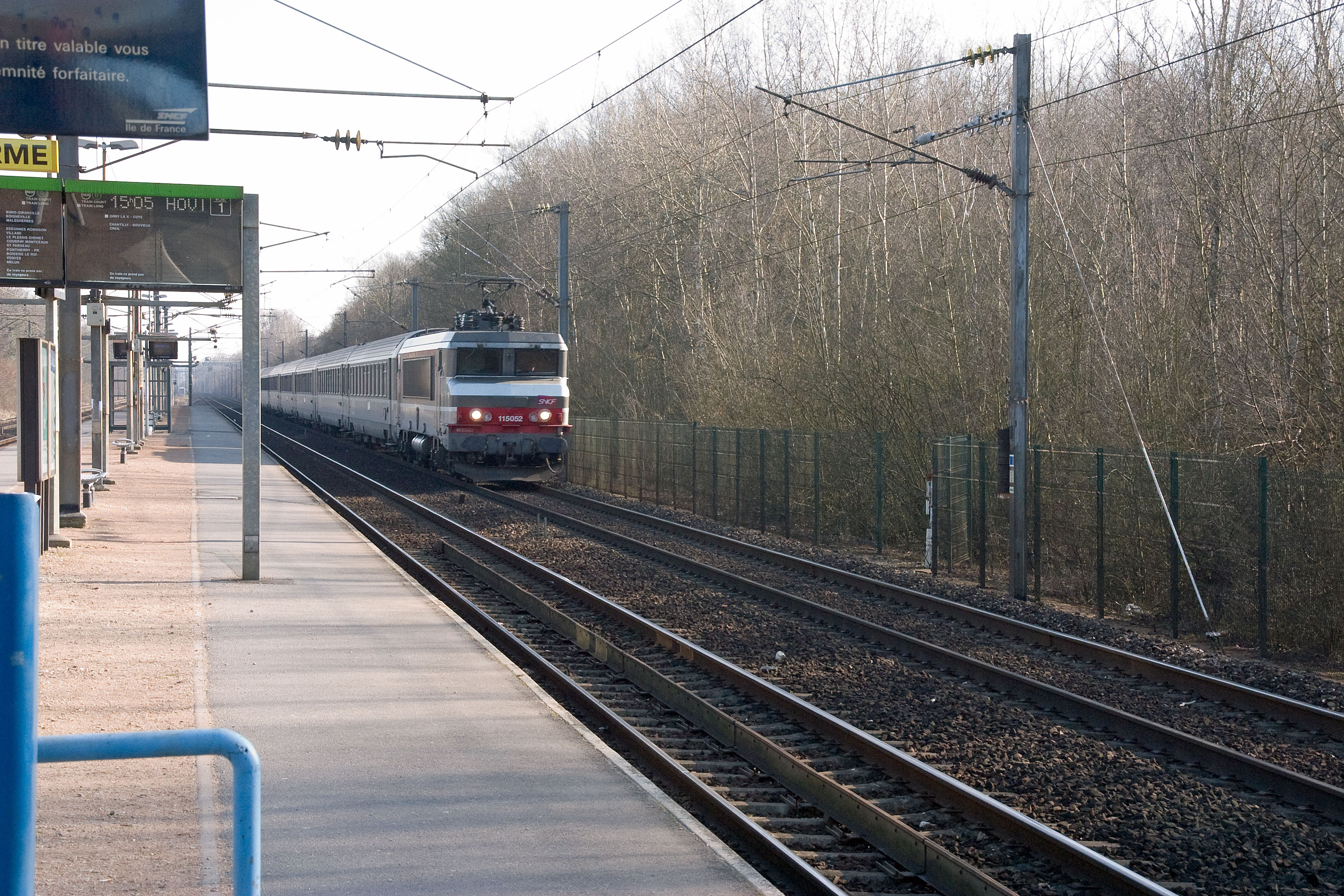
Innerhalb des Waldes von Chantilly werden die Regionalgleise durch die Ferngleise eingerahmt

Mit 160 bis 180 Zügen pro Tag, seit dem Ende des 19. Jahrhunderts, gibt es mehr und mehr Kapazitätsprobleme, denn die Schnellzüge und Regionalzüge nutzen dieselben Gleise. Der viergleisige Ausbau der Strecke sollte von Paris bis nach Creil, auf einer Länge von 50 km, stattfinden. Da gespart wurde, sollte die Strecke nur zwischen Paris und Survilliers ausgebaut werden, was 30 km sind.
Das Vorprojekt wurde am 7. Januar 1901 vorgestellt, die Déclaration d’utilité publique wurde am 28. März 1902 gegeben. Der viergleisige Ausbau geschah durch den Neubau von zwei neuen Ferngleisen auf östlicher Seite der bisherigen Gleise. Der Ausbau wurde am 15. April 1905 in Betrieb genommen. Gleichzeitig modernisierte die Compagnie des chemins de fer du Nord die bisherigen Gleise, unter anderem wurden alle Bahnübergänge aufgehoben. Kurz nach dem Bahnhof Survilliers gibt es ein Überwerfungsbauwerk.
Während der 1920er Jahre wurden die Strecken vom Bahnhof Saint-Lazare aus modernisiert, unter anderem wurden die Strecken elektrifiziert, dagegen erfuhren die Strecken im Norden Paris keine Modernisierungen. Der Dampfbetrieb hatte immer noch Bestand, die Bahnhöfe waren für die Erschließung von Wohngebieten zu weit voneinander entfernt. Der Gare du Nord hatte zu wenig Gleise. Eine erste Modernisierung wurde durch den Einsatz von Wendezügen mit Dampfloks, die stärker motorisiert waren, erreicht.
Die Strecke wurde während der beiden Weltkriege stark beschädigt. Während des Ersten Weltkrieges lag ein Großteil der Strecke mitten im Kriegsgebiet, dies bedingte viele Zerstörungen. Während des Zweiten Weltkrieges sprengten Deutsche Truppen, die sich auf dem Rückzug befanden, viele Viadukte und Brücken. In der Nacht vom 25. auf den 26. August 1944 wurden der Viadukt de la Canardière und alle Brücken über die Oise gesprengt. Der Verkehr war stark beeinträchtigt, nur die Bahnstrecke La Plaine–Hirson war vollständig befahrbar. Die Strecke wurde am 30. September 1945 wiedereröffnet.

### Elektrifizierung

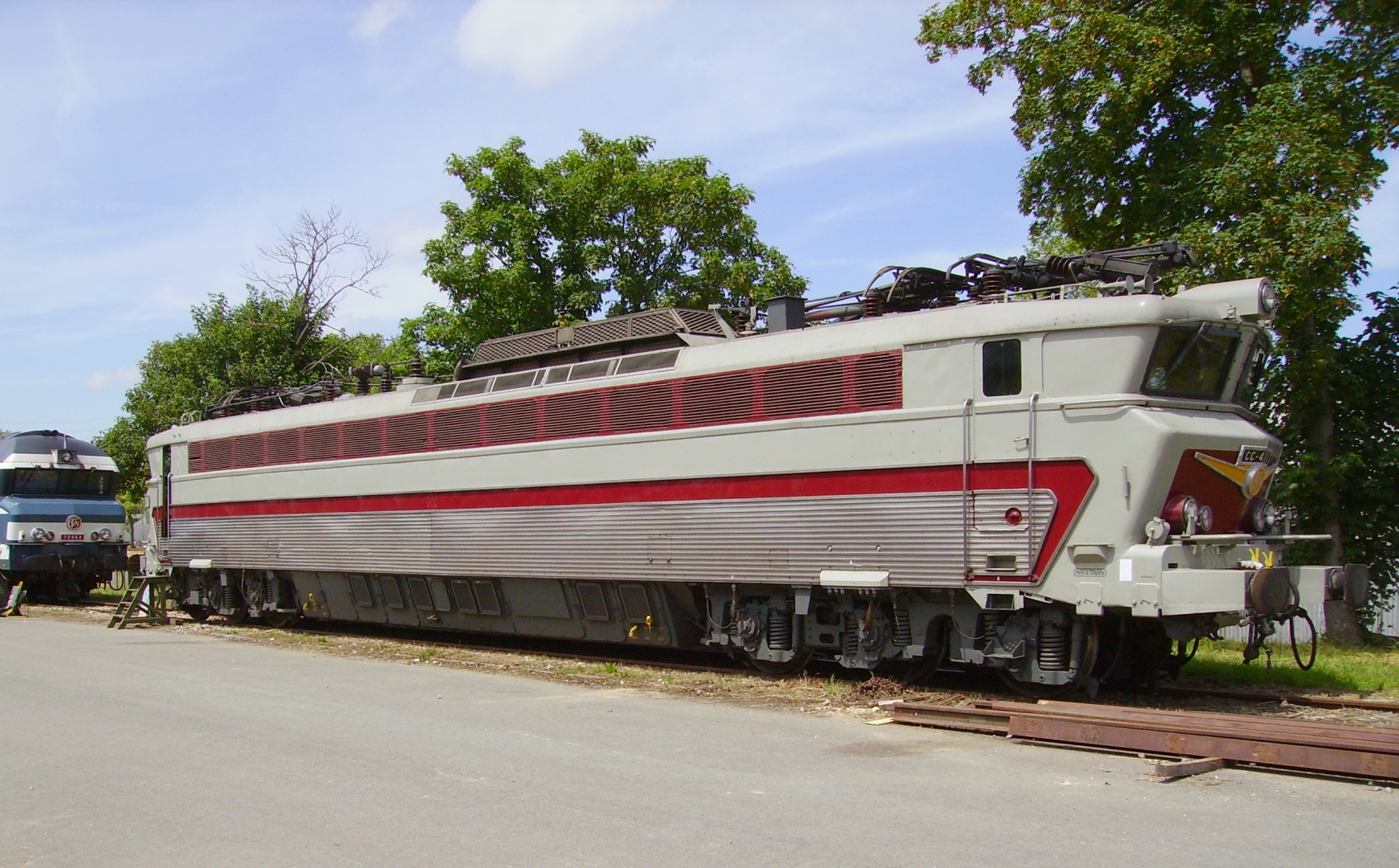
Mehrsystem-Elektrolokomotive der Baureihe CC 40100

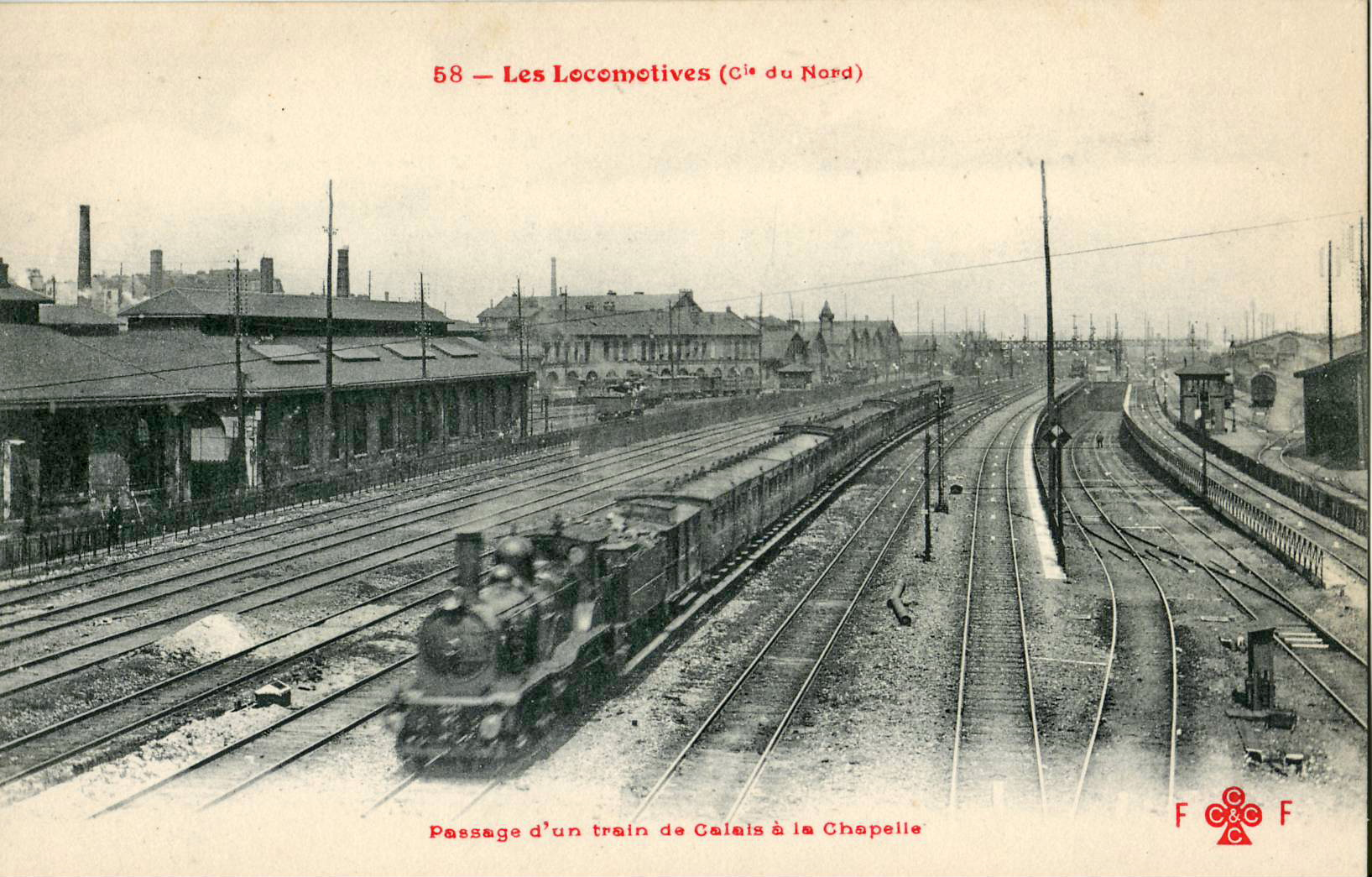
Beiderseits der Strecke die Anlagen des Betriebswerks La Chapelle in Paris (vor 1914)

Die erste Strecke, die elektrifiziert wurde, war die Bahnstrecke Fives–Hirson zwischen Valenciennes und Conflans-Jarny. Später wurde die Strecke bis nach Lille elektrifiziert.
Die Regierung entschied im Juli 1954 die Strecke Paris–Lille, die Alternativtrasse über Verberie und viele weitere wichtige Strecken im Nord-Pas-de-Calais zu elektrifizieren. Dies waren 547 km elektrifizierte Strecken, davon waren 12 km eingleisig. Die Strecken wurden wie im Osten Frankreichs mit 25 kV, 50 Hz elektrifiziert. Mitte der 60er Jahre verkehrten auf der Strecke Paris–Lille 10.000 Reisende pro Tag, zusätzlich gab es regen Güterverkehr.
Die Vorteile des elektrischen Betriebes sind die Beschleunigung der Reisezüge dank leistungsfähigerer Lokomotiven und die Möglichkeit längere und schwerere Züge zu ziehen, die Lokomotiven des Typs CC konnten 2000 bis 2400 t ziehen. Sechs Unterwerke wurden in Saint-Denis, Creil, Gannes, Lamotte (in der Nähe von Longueau), Achiet und Terre-Noire (in der Nähe von Douai) gebaut, diese werden alle von Douai aus bedient. Gleichzeitig wurden die bestehenden Eisenbahnanlagen erneuert, unter anderem wurde die Signalisierung erneuert und mechanische Stellwerke durch Poste d’aiguillage tout relais à transit souple (PRS) ausgetauscht. Zwei Überwerfungsbauwerke wurden ebenfalls erstellt, eins im Süden von Creil und eins in Lille. Schlussendlich wurden die Spurpläne der Bahnhöfe von Paris-Nord und von Lille stark verändert. Es wurden zwei neue Stationen eröffnet: der Bahnhof Garges-Sarcelles und der Bahnhof des Noues.
Die Bauarbeiten begannen 1955. Die Strecke Paris–Lille wurde in mehreren Etappen unter Strom gesetzt: im Oktober 1957 der Abschnitt Somain–Douai–Ostricourt (Lens), im Februar 1958 der Abschnitt Douai–Longueau, und schließlich am 9. Dezember 1958 der Abschnitt Longueau–Paris-Nord. Die offizielle Inbetriebnahme durch Robert Buron, französischer Verkehrsminister, fand am 7. Januar 1959 statt. Der Eröffnungszug wurde durch die BB 16009 gezogen.

### Die Strecke seit den 1960er Jahren
Um den Pariser Vorortverkehr um 4 km zu verlängern wurde der Abschnitt La Chapelle-en-Serval–Orry-la-Ville im Jahr 1962 viergleisig ausgebaut. Ein Stellwerk poste d’aiguillage tout relais à transit souple (PRS) wurde im Bahnhofsgebäude von Orry-la-Ville eingebaut und eine neue Station wurde in La Borne Blanche eröffnet. Weiter südlich, wurde ein Wendebahnhof für Vorortzüge in Goussainville mit zusätzlichen Abstellgleisen erstellt. Diese ganzen Anlagen wurden am 6. Dezember 1964 in Betrieb genommen.
Zu Beginn der 1980er Jahre wuchs der Verkehr weiter und die Kapazität des Abschnittes Paris–Creil reichte nicht mehr aus. Um die Kapazität zu erhöhen, wurde der Abschnitt von Orry nach Chantilly dreigleisig ausgebaut; dies zog den Neubau des viaduc de Commelles mit sich. Im Jahr 1982, wurde eine neue Spannbetonbrücke neben der alten erbaut. Mit einer Länge von 380 m und einer Stützweite von 45 m, war sie zu dem Zeitpunkt die längste Eisenbahnbrücke mit vier Gleisen. Im Jahr 1985, wurde die alte Steinbrücke gesprengt, heute sind nur noch die Fundamente erhalten.
Die größte Veränderung kam erst durch die Inbetriebnahme der LGV Nord im Jahr 1993. Der Bahnhof und das Bahnhofsvorfeld von Paris-Nord wurden abermals umgebaut und ein fünftes Gleis wurde zwischen Pierrefitte und dem neuen Abzweig von Gonesse verlegt. In den Jahren 1995 und 1996, nahmen der Eurostar und der Thalys den Betrieb auf, dadurch verlor die Altstrecke fast alle internationalen Züge. Seitdem verkehren nur noch „Corail“, die jetzt „Intercités“ heißen, in Richtung Picardie und einem Teil des Nord-Pas-de-Calais. Außerdem befahren Züge der RER D, des TER Picardie und des TER Nord-Pas-de-Calais die Strecke.
Eine 6,5 km lange Verbindungsstrecke südlich von Survilliers – Fosses zur LGV Interconnexion Est ist in Planung um eine bessere Anbindung der Städte nördlich von Paris an den Flughafen Paris-Charles de Gaulle herzustellen. Die Inbetriebnahme soll 2026 erfolgen.

## Betrieb

### Der Dampfbetrieb

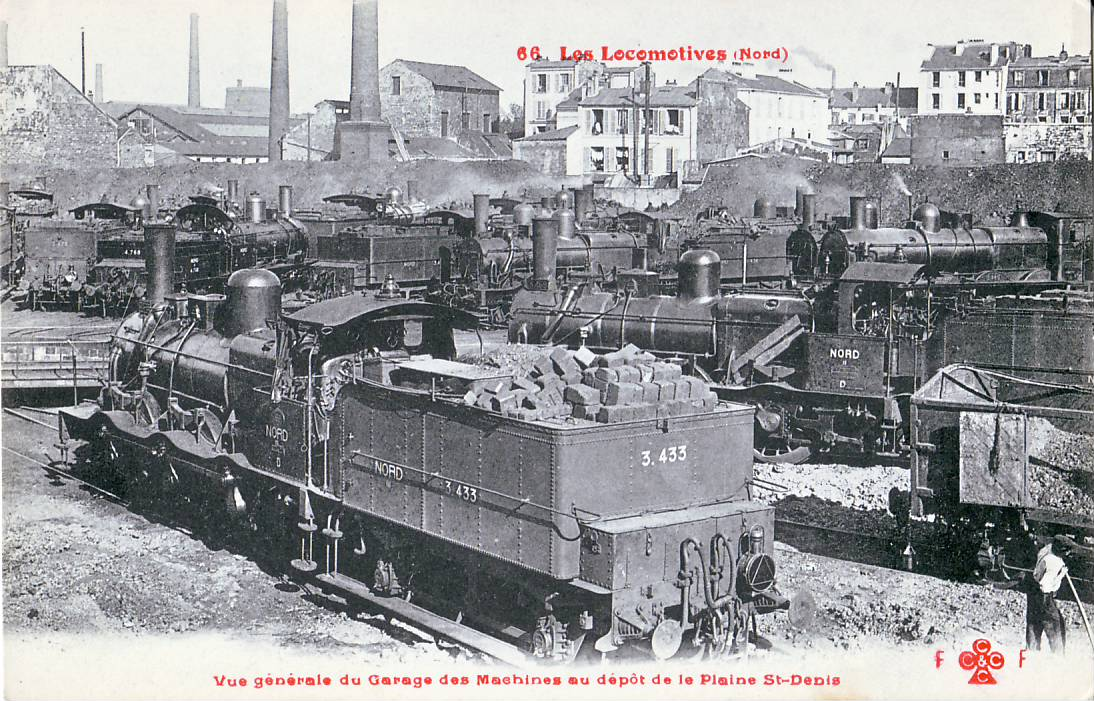
Die Abstellgleise der Lokomotiven in La Plaine um 1910

Der ursprüngliche Triebfahrzeugbestand umfasste dreißig Lokomotiven des Typs 111, diese wurden von Buddicom gebaut. Damals benötigte man für die Fahrt von Paris nach Lille über Pontoise 6h15. Ab 1852, änderte die Compagnie du Nord das Bremssystem ihrer Wagen was eine Höchstgeschwindigkeit von 120 km/h zuließ. Im Jahr 1854, wurde die Reisezeit auf 4h50 durch den Einsatz von der Crampton-Lokomotive verkürzt. Durch die Inbetriebnahme der Strecke über Chantilly im Jahr 1859, verkürzte sich die Reisezeit nochmals auf 4h 30.
Die Crampton wurden durch verschiedene Änderungen verbessert und waren zuverlässig und zwei Jahrzehnte lang im Einsatz. Allerdings kamen nun leistungsfähigere Lokomotiven zum Einsatz, die die Crampton zu weniger wichtigen Diensten abschob. Es waren die Outrance, die zwischen 1871 und 1885 ausgeliefert wurden. Diese Lokomotiven zogen bis zum Jahr 1895 Expresszüge, die 200 t wogen, mit einer Geschwindigkeit von 90 km/h.
Die 220 Compound, die zwischen 1891 und 1897 in Betrieb genommen wurden, ersetzten die Outrance. Nun betrug die Fahrzeit eines 300-t-Zuges zwischen Paris und Lille 3h30. Allerdings kamen die Lokomotiven an ihre Leistungsgrenze, als Drehgestellpersonenwagen in Betrieb genommen wurden. Sie wurden ab 1900 durch die Atlantic ersetzt, diese verringerten nochmals die Fahrzeit auf unter 3 Stunden.

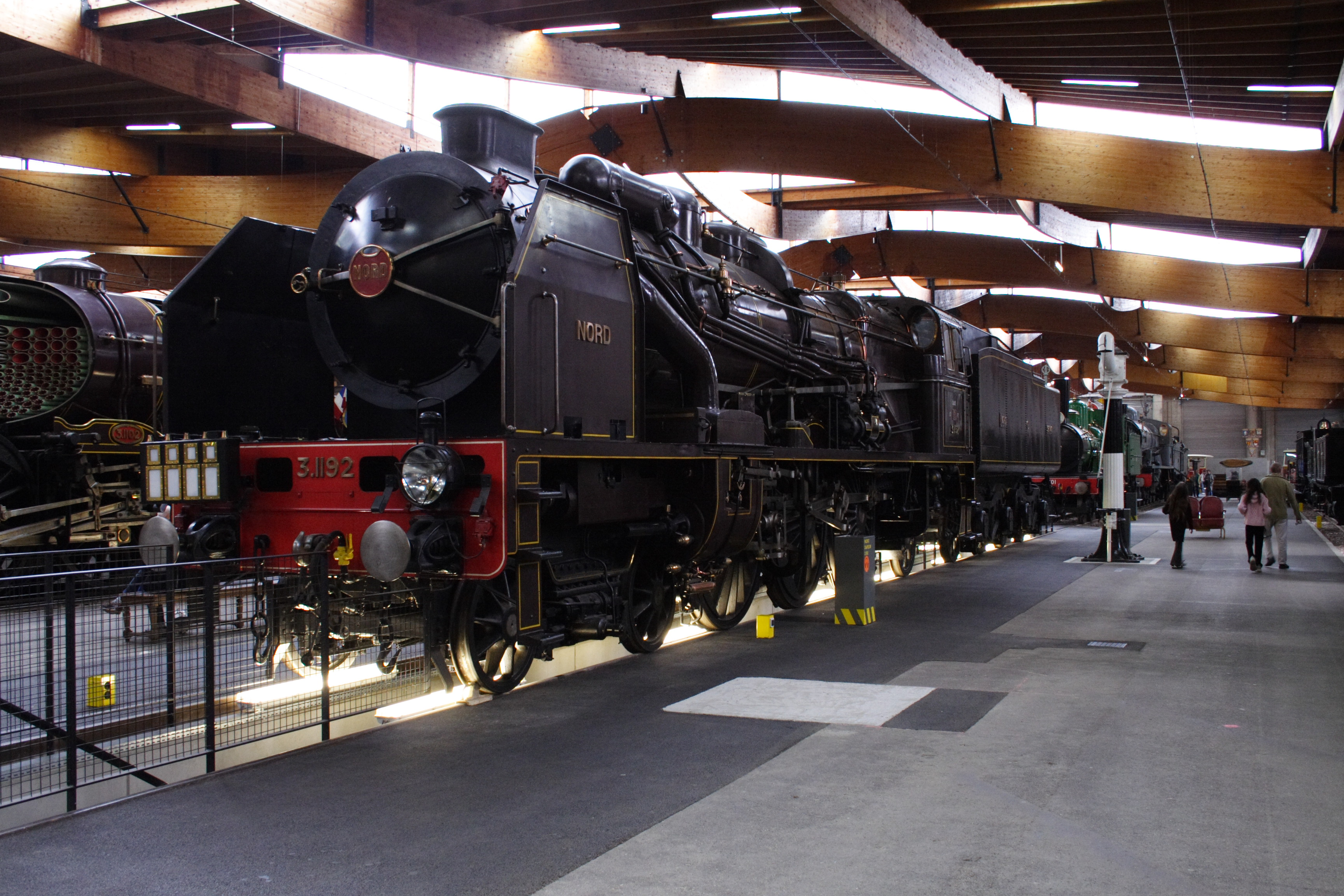
Eine Lokomotive Pacific Chapelon Nord von 1936, heute in der cité du train in Mulhouse

Erst 1924 wurden die Atlantic durch vierzig Pacific, die 2500 PS besitzen, ersetzt. Diese Loks konnten Züge mit einer Last von 600 bis 650 t ziehen. Sie konnten einen Zug mit bis zu 400 t die Rampe von Survilliers mit 110 km/h erklimmen.
Im Frühjahr 1934 bekam die Compagnie die zwanzig ersten Pacific Chapelon. Die Leistung der Lokomotiven überzeugte die Compagnie mehr Lokomotiven dieses Typs zu kaufen, was die Anzahl an Lokomotiven auf 48 im Jahr 1938 erhöhte. Mit einer Last von 500 t, brauchte eine Chapelon für die Strecke Paris–Arras 1h50. Die kleine Serie von sieben Hudsons 232 R und 232 S ergänzte den Bestand ab 1940. Die Compagnie du Nord erlaubte den 231 eine Geschwindigkeit von 130 km/h im Verspätungsfall. Dies war aber nur zwischen Creil und Arras erlaubt, da dort der Block Automatique Lumineux zum Einsatz kam.
Seit 1952 vervollständigten die Mountain 241 P, die 3500 PS hatten, den Bestand. Doch schon ab dem Ende der 1950er Jahre wurde der Dampfbetrieb durch den elektrischen Betrieb ersetzt.

### Der Dieselbetrieb
Selbst wenn der Dampfbetrieb die Norm bis zum Ende der 50er Jahre war, fuhren auch Dieselzüge auf der Strecke. Seit 1934 verbanden die trains automoteurs rapides (TAR) Paris mit Lille, die Höchstgeschwindigkeit betrug 140 km/h, gegenüber 120 km/h für Dampfzüge. Der Dieselbetrieb endete mit der Elektrifizierung.

### Der Elektrische Betrieb

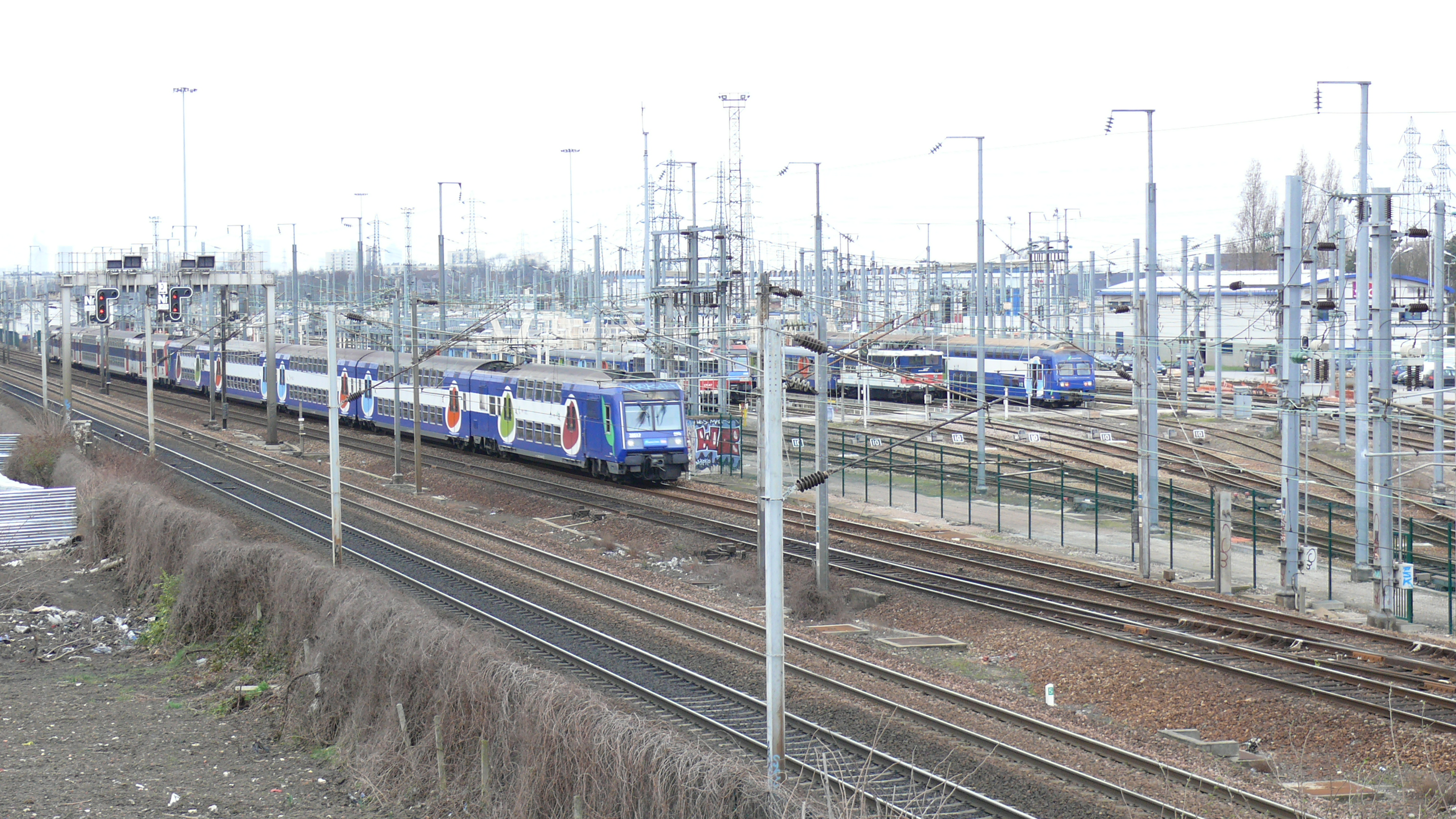
Die Strecke beim Depot des Joncherolles

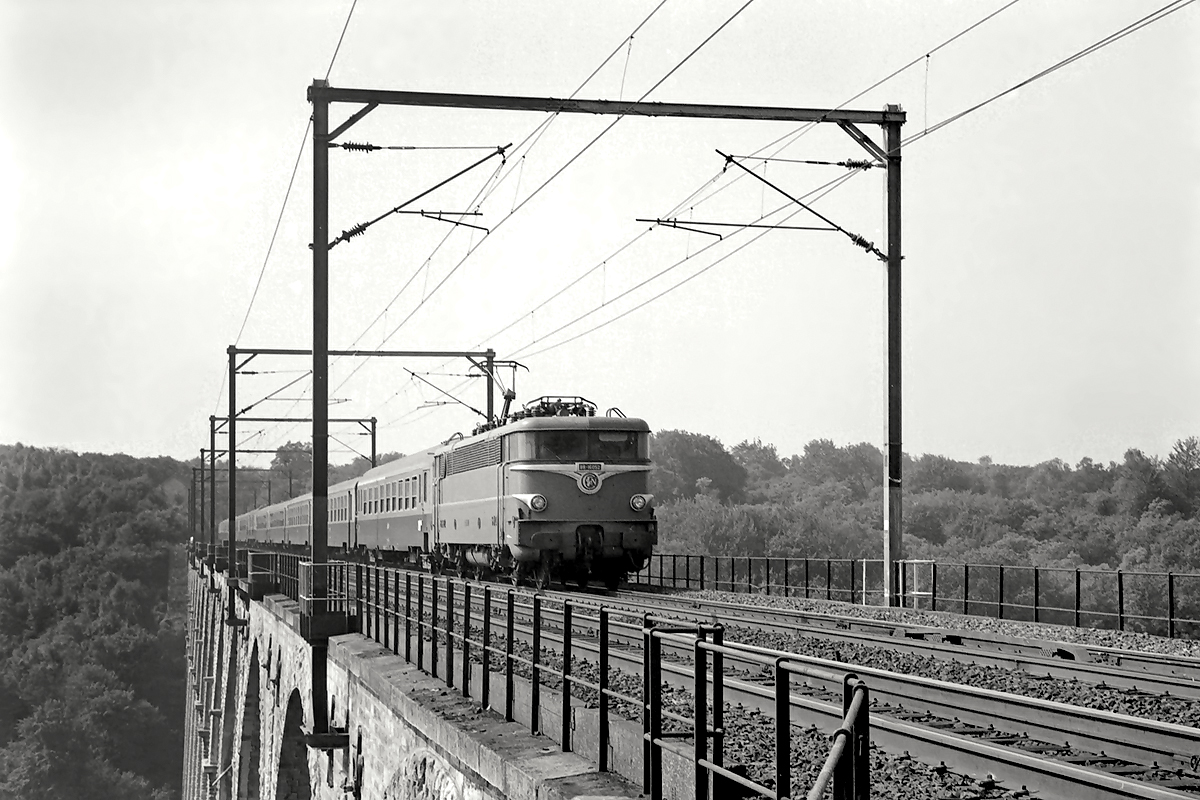
Ein Schnellzug überquert die alte Brücke der Reine-Blanche in der forêt de Chantilly.

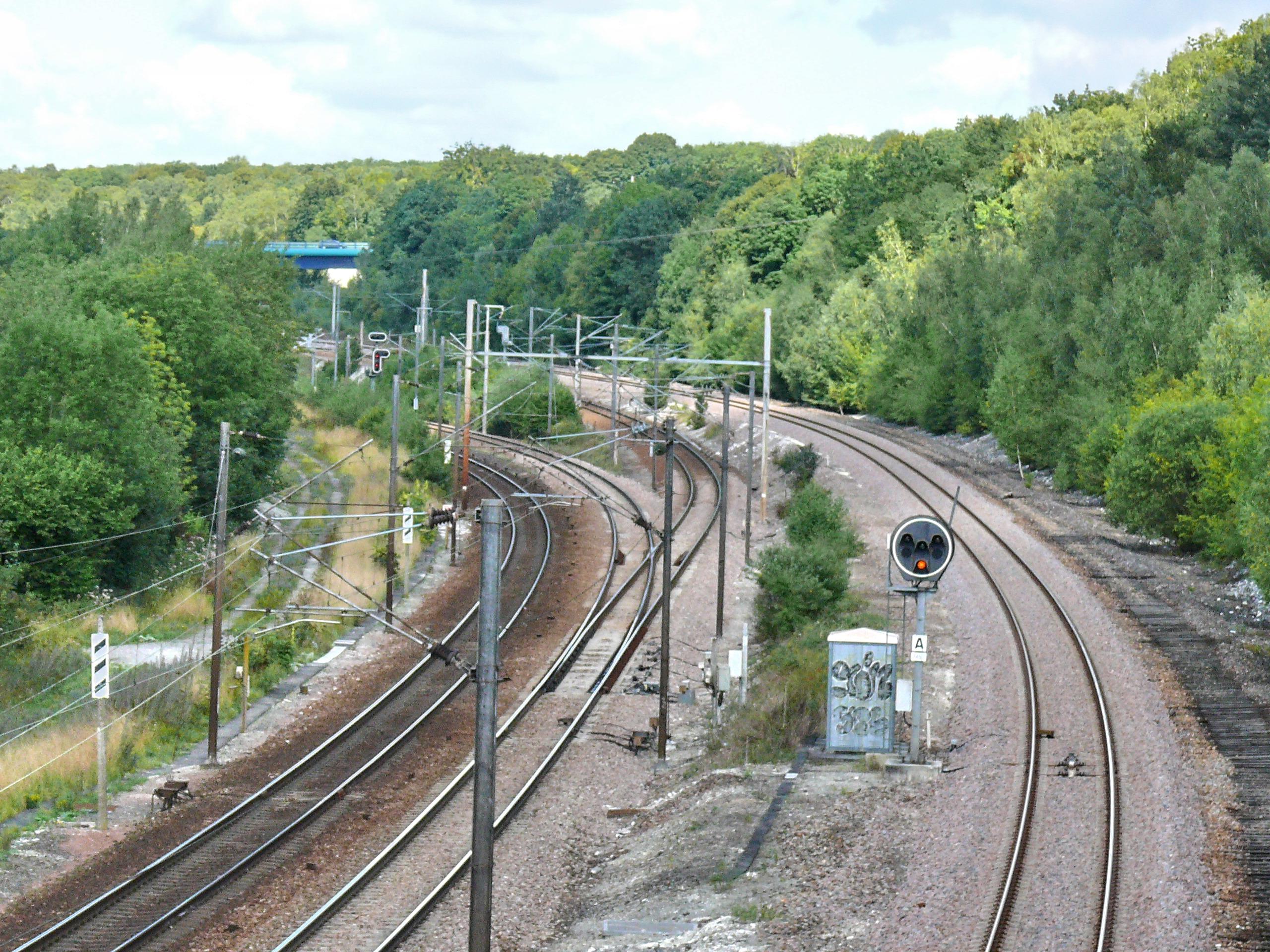
Die Strecke zwischen dem Bahnhof Boves und Longueau, rechts die Bahnstrecke Ormoy-Villers–Boves

Damit der elektrische Betrieb der Strecke gewährleistet werden konnte, bestellte die SNCF 105 Lokomotiven: 61 des Typs (SNCF BB 12000 und SNCF BB 13000), 28 (SNCF CC 14000 und SNCF CC 14100) und 16 (SNCF BB 16000 und SNCF BB 16500). Die neuen INOX-DEV-Wagen hatten die Erlaubnis mit bis zu 150 km/h zu fahren. Die Wagen konnten ab 1967 160 km/h fahren, nachdem die Drehgestelle vom Typ Y 24Z benutzt wurden. Der Drehgestelltyp „C160“ wurde später für alle Corail-Wagen, die in der Mitte der 70er Jahre gebaut wurden, Standard.
Der internationale Charakter der Strecke Paris–Lille brachte spezielle internationale Lokomotiven mit sich, die die Strecke benutzen. Es war der Fall der Viersystemlokomotive CC 40100, und der belgischen Lokomotivtypen Serie 15, 16 und 18, später der Serie 12.

### Der Personenverkehr
Die Strecke war immer eine wichtige internationale Achse. Im Jahr 1846 betrug die Fahrzeit zwischen Paris und Brüssel 12 h, 30 min. Zwischen Paris und Lille nahm die Fahrzeit schnell ab: Waren es noch 7h, 50 min. im Jahr 1846, waren es nur noch 5 h im Jahr 1851. Die Fahrzeit wurde noch einmal verkürzt und betrug im Jahr 1897 3 h, 15 min., später sogar nur noch 3 h im Jahr 1903. Im Jahr 1896 kreierte Georges Nagelmackers den Nord-Express, dieser Zug verband Paris mit Sankt Petersburg über Berlin. Im Jahr 1937, verband der Express 307, die 251 km zwischen Paris und Lille in 2h25, außerdem hielt der Zug in Longueau, Arras und Douai. Nach dem Zweiten Weltkrieg verlängerte sich die Fahrzeit, für die Strecke Paris–Lille wieder auf 7h30. Erst im Jahr 1953 werden die TAR, die den Express 307 zogen, wieder eingesetzt, was die Fahrzeit verkürzte.
Die Verbindung nach Brüssel, die die Strecke Paris–Lille bis nach Creil benutzte, erfuhr auch viele Fahrzeitverkürzungen. Mit der Eröffnung der Strecke über Saint-Quentin verkürzte sich die Entfernung von 370 auf 309 km. Kurz vor dem Ersten Weltkrieg benötigten die Pacific und Atlantic 3h55, um Paris mit Brüssel zu verbinden. Die Fahrzeit verkürzte sich kontinuierlich und erreichte 3h30 mit dem Pullman-Express 199 „Étoile du Nord“. Schließlich benötigte man für die Fahrt von Paris nach Brüssel 1936 3h mit dem Zug 189 Oiseau Bleu.
Ab dem Jahr 1957 fuhren auf der Strecke die ersten Trans-Europ-Express zwischen Frankreich, Belgien, den Niederlanden und Deutschland. Diese Züge waren der „Oiseau bleu“, der „Île-de-France“, der „Étoile du Nord“, der „Parsifal“ und der „Paris-Ruhr“. Zuerst verkehrten Dieselzüge, doch schrittweise wurden die Züge von Mehrsystemlokomotiven gezogen. Die SNCF BB 16000 verkürzten die Reisezeit um 10 Minuten gegenüber den TAR. Die Erhöhung der Höchstgeschwindigkeit zwischen Paris und Lille auf 160 km/h verkürzte die Fahrzeit auf unter 2 Stunden. Im Jahr 1978 setzte die SNCF weitere TEE-Züge ein, sodass Reisende, die bisher die A1 benutzten, zurückgewonnen werden konnten.
In Richtung Brüssel verkürzte sich die Reisezeit durch die Elektrifizierung auf 2h35. Durch die Inbetriebnahme der SNCF CC 40100 wurde die Fahrzeit um 5 Minuten verkürzt. Zu Beginn der 70er Jahre wurden zwei neue TEE eingeführt: der „TEE Memling“ und der „TEE Rubens“.
In Richtung Skandinavien verkehrten der „Paris-Scandinavie-Express“, der bis nach Stockholm fuhr. Dagegen verschwand im Jahr 1986, der „Nord-Express“, dieser wurde durch den „Viking-Express“ ersetzt. Zu Beginn der 1970er Jahre wurde die neue Verbindung Paris–Kopenhagen, die „Gallia-Express“ hieß, geschaffen.
Durch die Inbetriebnahme der LGV Nord veränderte sich grundlegend der Verkehr. Der Großteil des Fernverkehrs fährt seitdem über die LGV Nord, die Altstrecke hatte nur noch drei Fernzüge pro Tag. Diese Züge verschwanden endgültig im Jahr 1999, sodass nur noch Regionalzüge und Corail-Intercités zwischen Paris und Amiens/Maubeuge verkehren.

### Der Güterverkehr
Die Bahnstrecke Paris–Lille verbindet die Île-de-France mit der viertgrößten Agglomeration Frankreichs, dem drittwichtigsten Hafen Dunkerque und dem Kanaltunnel. Dadurch ergibt sich ein reger und vielfältiger Güterverkehr: Güter der Stahlindustrie, Erdölprodukte, Papier, Erz, Holz, Industriegüter wie Neuwagen, Nahrungsmittel wie Getreide, Zucker und Getränke sowie Container. Pro Tag verkehren um die 50 Güterzüge zwischen Creil und Arras und 25 zwischen Arras und Lille.
Die Bahnstrecke Creil–Jeumont übernimmt einen großen Teil des Verkehrs in Richtung Belgien, der Verkehr ist unsymmetrisch und in Nord-Süd-Richtung stärker. Ein Großteil des Verkehrs benutzt nicht die Bahnstrecke Paris–Lille auf dem Abschnitt Paris–Creil, sondern die parallelen Strecken La Plaine–Hirson und Ormoy-Villers–Boves.

### Zwischenfälle
Am 25. Juni 1921 entgleisten bei Beaumont-Hamel die letzten vier Wagen eines Schnellzuges und stürzten von einer Böschung. 25 Menschen starben, 60 wurden darüber hinaus verletzt.